# Leonardo Ulrich Steiner
Leonardo Ulrich Steiner OFM (ur. 6 listopada 1950 w Forquilhinha) – brazylijski duchowny katolicki, arcybiskup metropolita Manaus od 2020, kardynał od 2022, franciszkanin.

## Życiorys

### Prezbiterat
Święcenia kapłańskie otrzymał 21 stycznia 1978 w zakonie franciszkanów. Studiował w rodzinnym kraju oraz na Papieskim Uniwersytecie Antonianum w Rzymie. Pracował duszpastersko w zakonnych parafiach, był także mistrzem nowicjatu. W latach 1995–2003 wykładał na Antonianum, zaś po powrocie do Brazylii został wikariuszem w Kurytybie i wykładowcą wydziału filozoficznego w tymże mieście.

### Episkopat
2 lutego 2005 został mianowany biskupem-prałatem prałatury São Félix. Sakry biskupiej udzielił mu 16 kwietnia 2005 kardynał Paulo Evaristo Arns.
W latach 2011–2019 pełnił funkcję sekretarza generalnego Konferencji Episkopatu Brazylii. 21 września 2011 papież Benedykt XVI mianował go biskupem pomocniczym stołecznej Brasílii przydzielając mu stolicę tytularną Thisiduo.
27 listopada 2019 papież Franciszek mianował go arcybiskupem metropolitą Manaus. Ingres odbył się 31 stycznia 2020. 29 maja 2022 podczas modlitwy Regina Coeli papież Franciszek ogłosił jego nominację kardynalską. 27 sierpnia Steiner został kreowany kardynałem prezbiterem i otrzymał kościół tytularny San Leonardo da Porto Maurizio ad Acilia. Brał udział w konklawe 2025, które wybrało papieża Leona XIV.